# Феодот (мученик)
Святий мученик Феодот (Теодот, укр. Богдан) —  християнський святий, який жив у ІІІ-IV ст. н. е. у язичницькому місті Анкіра, де прийняв християнство і мученицьку смерть.

## Життя
ІІІ ст. н. е. жив у галатійському місті Анкірі. Його життєвий шлях припав саме на період жорстоких гонінь прихильників Христового вчення. Попри це, він прийняв християнство. Маючи власний готель, чоловік періодично переховував у себе братів по вірі, робив неодноразові пожертвування, проводив богослужіння вдома.                                                                             Також Феодот неодноразово відвідував ув'язнених братів та сестер по вірі, надаючи моральну підтримку і час від часу викуповуючи деяких із полону. Окрім цього, чоловік часто займався захороненням страчених християн.

### Сім благочестивих дів
У рідному місті святого жили сім дів, які своїми високоморальними вчинками та духовно правильним способом життя заслужили авторитет серед християнської частини Анкіри. Серед них була рідна тітка Феодота -Текуса. Інших сімох звали: Олександра, Клавдія, Фаїна, Євфрасія, Матрона та Юлія. Тогочасний правитель Діоклеітіан, дізнавшись про віросповідання дів, почав вимагати від них негайного зречення переконань, на що отримав відмову. Тоді чоловік наказав їм омити статую ідола. У розпал свята, під звуки музики, на колісниці везли статую божества, а за ним вели сім дів. Після прибуття процесії до озера полонянки відмовилися виконувати наказ і зрікатися своєї віри. Ігемон наказав втопити їх з каменями на шиї.

### Загибель Феодота
Дізнавшись про жорстоке вбивство сімох дів, Феодот вирішив поховати їх за християнським обрядом. За переказами, у цілковитій пітьмі чоловікові освітлювало дорогу невідоме сяйвоб, а вода з озера відступила, відкривши доступ до тіл.
Діоклетіан дізнався про це і наказав схопити Феодота. Навіть після численних погроз і катувань, що перетворили його тіло на суцільну виразку, Феодот не зламався. Потім його вбили мечем.
Про життя святого та його народження відомо мало, але помер він 7 червня 303 (304) року.

### Поховання
Тіло святого планували спалити за наказом правителя. Проте буря та спалахи світла навколо покійного не дозволяли це зробити. Тому було наказано охороняти його. Але, за дивовижним збігом обставин, саме в цей час поруч проходив священник Фронтон. Він і дізнався від воїнів трагічну історію Феодота. Не довго думаючи, чоловік напоїв їх вином і забрав тіло, поховавши його з почестями.
Так закінчилася історія одного з багатьох мучеників християнської історії.